# Myrmarachne lawrencei
Myrmarachne lawrencei este o specie de păianjeni din genul Myrmarachne, familia Salticidae, descrisă de Roewer, 1965. Conform Catalogue of Life specia Myrmarachne lawrencei nu are subspecii cunoscute.